# Portanus vittatus
Portanus vittatus är en insektsart som beskrevs av Carvalho och Rodney Ramiro Cavichioli 2003. Portanus vittatus ingår i släktet Portanus och familjen dvärgstritar. Inga underarter finns listade i Catalogue of Life.